# Talunjaya
Talunjaya is een bestuurslaag in het regentschap Karawang van de provincie West-Java, Indonesië. Talunjaya telt 2162 inwoners (volkstelling 2010).